# Ружанка (Люблинское воеводство)
Ружанка (пол. Różanka) — деревня в Влодавском повете Люблинского воеводства Польши. Входит в состав гмины Влодава. Стоит на границе реки Западный Буг. Находится примерно в 8 км к северу от центра города Влодава. По данным переписи 2011 года, в деревне проживало 957 человек.
В 1975—1998 годах деревня входила в состав Хелмского воеводства.
Деревня была основана в 1506 году и до середины XIX века была городом, соперничающим с лежащей неподалеку Влодавой.

## Население
Демографическая структура по состоянию на 31 марта 2011 года:
|         | Всего | До трудоспособного возраста | Трудоспособного возраста | Старше трудоспособного возраста |
| ------- | ----- | --------------------------- | ------------------------ | ------------------------------- |
| Мужчины | 485   | 72                          | 307                      | 106                             |
| Женщины | 472   | 78                          | 231                      | 163                             |
| Всего   | 957   | 150                         | 538                      | 269                             |